# Сан Пјетро Дел Гало (Кунео)
Сан Пјетро Дел Гало је насеље у Италији у округу Кунео, региону Пијемонт.
Према процени из 2011. у насељу је живело 325 становника. Насеље се налази на надморској висини од 503 м.